# Guy Davenport
Guy Mattison Davenport (* 23. November 1927 in Anderson, South Carolina; † 4. Januar 2005 in Lexington, Kentucky) war US-amerikanischer Dichter, Essayist und Hochschullehrer.

## Biografie
Nach dem Schulbesuch studierte er zuerst an der Duke University und anschließend von 1948 bis 1950 mit einem Rhodes-Stipendium am Merton College der Universität Oxford. Danach leistete er während des Koreakrieges zwischen 1950 und 1952 seinen Militärdienst bei der 756. Feldartillerie-Regiment (756th Field Artillery) sowie dem XVIII. US-Luftlandekorps.
Nach Beendigung seines Militärdienstes wurde er Lehrer an der Washington University in St. Louis, ehe er an der Harvard University promoviert wurde. 1961 wurde er Professor am Haverford College in Pennsylvania und war zugleich von 1961 bis 1973 Rezensent bei der konservativen politischen Zeitschrift National Review.
Von 1963 bis 1990 war er Professor an der University of Kentucky. 1990 erhielt er ein MacArthur-Stipendium der John D. und Catherine T. MacArthur Foundation, ein mit 500.000 US-Dollars über fünf Jahre dotiertes Stipendien für kreative Köpfe und Wissenschaftler in den USA.
Neben seiner Lehrtätigkeit war er auch Dichter und Essayist und gab sein literarisches Debüt 1970 mit Tatlin!, dem ersten von acht Bänden mit Erzählungen. Darüber hinaus verfasste er 1983 die Anthologie Goldfinch Thistle Star. Danach folgten die Gedichtbände Thasos and Ohio: Poems and Translations 1950-1980 (1986) sowie Flowers & Leaves: Poema vel Sonata, Carmina Autumni Primaeque Veris Transformationem (1991) und die Sammlungen von Essays Every Force Evolves a Form: Twenty Essays (1987), The Hunter Gracchus and Other Papers on Literature and Art (1996) und The geography of the imagination: forty essays (1997)
Zu seinen weiteren Veröffentlichungen gehören:
- Da Vinci's bicycle: ten stories (1997).[3]
- Objects on a Table: Harmonious Disarray in Art and Literature (1999)[4]
- The Death of Picasso (2003)

Für seine Verdienste wurde er 1998 außerdem Mitglied der American Academy of Arts and Sciences.

## Hintergrundliteratur
- Joan Crane: Guy Davenport. A Descriptive Bibliography, 1947–1995, 1996
- André Furlani: Guy Davenport: postmodern and after, ISBN 0-8101-2389-4, 2007[5]